# Roger Chartier
Roger Chartier (ur. 9 grudnia 1945 w Lyonie) – francuski historyk, przedstawiciel czwartej generacji Szkoły Annales. 
Wykłada w École des hautes études en sciences sociales w Paryżu, Collège de France i University of Pennsylvania.

## Biografia
Pochodzi z Lyonu, uczył się w liceum Ampère. W latach 1964–1969 studiował w École normale supérieure de Saint-Cloud, w tym samym czasie uzyskał trzyletni dyplom (francuski licence), a następnie tytuł magistra na Sorbonie (1966-1967). W 1969 r. uzyskał dyplom z Historii.
W latach 1969-1970 uczył jako profesor nadzwyczajny w Lycée Louis-le-Grand w Paryżu. W tym samym roku został asystentem historii współczesnej na Uniwersytecie Paryskim I, a następnie starszym wykładowcą w Ecole des Hautes Etudes en Sciences Sociales (EHESS). W latach 1978–1983 był wykładowcą, a następnie do 2006 r. dyrektorem studiów w EHESS. W 2006 roku został mianowany profesorem w Collège de France, gdzie prowadzi katedrę "Kultura pisma w nowoczesnej Europie". Prowadzi również audycję Les lundis de l'histoire w programie France Culture, w której rozmawia z historykami publikującymi książki z zakresu historii nowożytnej (XVI-XVIII w.).
Twórczość Rogera Chartiera została opisana przez Dorotheę Kraus w następujący sposób: "Autorzy, teksty, książki i czytelnicy to cztery bieguny, które łączą pracę Rogera Chartiera nad historią kultury piśmiennej; bieguny, między którymi próbuje on nakreślić powiązania poprzez kulturową historię życia społecznego. Koncepcja "zawłaszczenia" ("appropriation") pozwala tej perspektywie nie tylko dać początek tym tematom badawczym, ale także wprowadzić je w kontakt z praktykami czytelniczymi, które determinują zawłaszczenie, a które z kolei zależą od umiejętności czytelniczych wspólnoty czytelników, strategii autorskich i formatów tekstów".
W latach 2009-10 był Weidenfeld Visiting Professor of European Comparative Literature w St Anne's College na Oxfordzie.

## Wybrane publikacje
- "Review: Text, Symbols, and Frenchness," Journal of Modern History Vol. 57, No. 4 (Dec., 1985), pp. 682-695 in JSTOR
- Cultural History: Between Practices and Representations (Cornell U.P., 1989).
- "Le monde comme représentation," Annales. Histoire, Sciences Sociales 44e Année, No. 6 (Nov. - Dec., 1989), pp. 1505-1520 in JSTOR
- "Les arts de mourir, 1450-1600,"  Annales. Histoire, Sciences Sociales 31e Année, No. 1 (Jan. - Feb., 1976), pp. 51-75 in JSTOR
- "Espace social et imaginaire social: les intellectuels frustrés au XVIIe siècle,"  Annales. Histoire, Sciences Sociales 37e Année, No. 2 (Mar. - April 1982), pp. 389-400 in JSTOR
- "Review: L'ancien régime typographique: réflexions sur quelques travaux récents,"  Annales. Histoire, Sciences Sociales 36e Année, No. 2 (Mar. - Apr., 1981), pp. 191-209 in JSTOR

## Publikacje w języku polskim
- Historia życia prywatnego, t. 3: Od renesansu do oświecenia, pod red. Rogera Chartiera, red. t. 1-5 Philippe Ariès, Georges Duby, red. t. 1-5 wyd. pol. Andrzej Łoś, przeł. z fr. Małgorzata Zięba, Krystyna Osińska-Boska, Małgorzata Cebo-Foniok, red. nauk. przekładu Jerzy Maroń, Wrocław: Zakład Narodowy im. Ossolińskich 1999 (wyd. 2 - 2005).
- Paweł Rodak, Pismo, książka, lektura. Rozmowy: Le Goff, Chartier, Hébrard, Fabre, Lejeune, przedmowa Krzysztof Pomian, Warszawa: Wydawnictwa Uniwersytetu Warszawskiego 2009.